# Koninklijke familie van Nederland
De koninklijke familie is in Nederland de familie van de koning. Hieronder vallen zijn kinderen en moeder, maar ook de levende nazaten van zijn voorgangers (oftewel, de broers, tantes, neven en nichten van koninklijke afstamming, concreet gaat het om de nazaten van Juliana), evenals de echtgenoten van deze personen. Een klein deel van de familie behoort tevens tot het Koninklijk Huis. Een andere subgroep zijn degenen die op de lijn der troonsopvolging staan.
Niet alle familieleden hebben dynastieke titels gekregen. Zo hebben de kleinkinderen van prinses Margriet geen dynastieke titel. De kinderen van andere prinsen zijn ook lid van de koninklijke familie.
Tot de koninklijke familie behoren naast de leden van het Koninklijk Huis ook: prinses Mabel, prins Maurits, prinses Marilène, prins Bernhard, prinses Annette, prins Pieter-Christiaan, prinses Anita, prins Floris, prinses Aimée, prinses Irene en nageslacht van prinses Christina (1947-2019), en hun (aangetrouwde) kinderen en kleinkinderen.
De prinsen Maurits en Bernhard en hun echtgenotes zijn sinds het aantreden van Willem-Alexander als Koning geen lid meer van het Koninklijk Huis. Dit geldt ook voor de drie kinderen van prins Constantijn en prinses Laurentien, zij behouden wel hun opvolgingsrechten.

## Leden van de koninklijke familie
Echtgenoten behorende tot de koninklijke familie zijn aangegeven met het symbool ~ .
- Prinses Beatrix
  - Koning Willem-Alexander ~ koningin[1] Máxima
    - Prinses Catharina-Amalia, Prinses van Oranje
    - Prinses Alexia
    - Prinses Ariane

  - Prinses Mabel, weduwe van Willem-Alexanders broer Friso
    - Gravin Luana
    - Gravin Zaria

  - Prins Constantijn ~ prinses Laurentien
    - Gravin Eloise
    - Graaf Claus-Casimir
    - Gravin Leonore

- Prinses Irene
  - Prins Carlos ~ prinses Annemarie
    - Prinses Luisa de Bourbon de Parme
    - Prinses Cecilia de Bourbon de Parme
    - Prins Carlos de Bourbon de Parme

  - Prinses Margarita ~ Tjalling ten Cate
    - Julia ten Cate
    - Paola ten Cate

  - Prins Jaime ~ prinses Viktória
    - Prinses Zita de Bourbon de Parme
    - Prinses Gloria de Bourbon de Parme

  - Prinses Carolina ~ Albert Brenninkmeijer
    - Alaïa-Maria Brenninkmeijer
    - Xavier Brenninkmeijer

- Prinses Margriet ~ Pieter van Vollenhoven
  - Prins Maurits ~ prinses Marilène
    - Anna van Lippe-Biesterfeld van Vollenhoven
    - Lucas van Lippe-Biesterfeld van Vollenhoven
    - Felicia van Lippe-Biesterfeld van Vollenhoven

  - Prins Bernhard jr. ~ prinses Annette
    - Isabella van Vollenhoven
    - Samuel van Vollenhoven
    - Benjamin van Vollenhoven

  - Prins Pieter-Christiaan ~ prinses Anita
    - Emma van Vollenhoven
    - Pieter van Vollenhoven

  - Prins Floris ~ prinses Aimée
    - Magali van Vollenhoven
    - Eliane van Vollenhoven
    - Willem Jan van Vollenhoven

- De kinderen en kleinkinderen van wijlen Prinses Christina:
  - Bernardo Guillermo
    - Isabel Guillermo
    - Julian Guillermo

  - Nicolás Guillermo
    - Joaquin (Jack) Guillermo

  - Juliana Guillermo ~ Tao Bodhi
    - Kai
    - Numa
    - Aida

Hing het voortbestaan van de koninklijke familie aan het begin van de 20e eeuw nog aan een zijden draadje, met de vier dochters van koningin Juliana en prins Bernhard (Beatrix, Irene, Margriet en Christina), de veertien kleinkinderen en tot nu toe drieëndertig wettige achterkleinkinderen, is de familie flink uitgebreid. Het vroeger bestaande verschil tussen wettige en onwettige kinderen was overigens in strijd met het gelijkheidsbeginsel en is intussen afgeschaft. Ook in het artikel over de Koninklijke familie op de website van het Koninklijk Huis wordt dit onderscheid niet gemaakt. Er is dan ook geen grond voor de veronderstelling dat Carlos Hugo de Bourbon de Parme, de oudste zoon van prins Carlos uit een eerdere relatie, niet tot de Koninklijke familie zou behoren.

## Titulatuur aan het Nederlandse hof
De koninklijke familie voert een aantal dynastieke, vorstelijke of adellijke titels:
- Prins van Oranje (dynastieke titel)
- Prins der Nederlanden (vorstelijke titel)
- Prins van Oranje-Nassau (vorstelijke titel)
- Prins van Lippe-Biesterfeld (adellijke titel)
- Prins de Bourbon de Parme (adellijke titel)
- Graaf van Oranje-Nassau (adellijke titel)
- Jonkheer van Amsberg (adellijke titel)

De adellijke titel prins de Bourbon de Parme betreft de kinderen van prinses Irene; zij zijn in 1996 bij Koninklijk Besluit in de Nederlandse adel opgenomen. Haar kinderen zijn geen lid van het Nederlandse Koninklijk Huis, maar mogen zich allen prins en prinses uit het huis De Bourbon de Parme noemen met het predicaat Koninklijke Hoogheid. Deze titel is tevens erfelijk. De kinderen van prinses Irene maken deel uit van de Nederlandse koninklijke familie.
De overige titels worden alleen nog gegeven bij Koninklijk Besluit, voorheen waren de titels Prins der Nederlanden en Prins van Oranje-Nassau nog erfelijk. De kinderen van prinses Irene dienen (net als de kinderen van prinses Beatrix) aan te worden gesproken met het predicaat Koninklijke Hoogheid en zijn hiermee dus hoger in rang dan de kinderen van prinses Margriet, die het predicaat Hoogheid hebben. De titels van de kinderen van prinses Margriet zijn niet erfelijk, wel is besloten bij Koninklijk Besluit dat de kinderen van prins Maurits en prinses Marilène 'Van Lippe-Biesterfeld van Vollenhoven' als achternaam krijgen, omdat anders de achternaam van prins Bernhard uit zou sterven.

## Trivia
- Tussen de geboorte van prinses Amalia en het overlijden van prinses Juliana waren er vier Nederlandse troongeneraties in leven. Eerder in de Nederlandse geschiedenis was dit ook gebeurd tussen 1840 en 1843.